# Pełnia

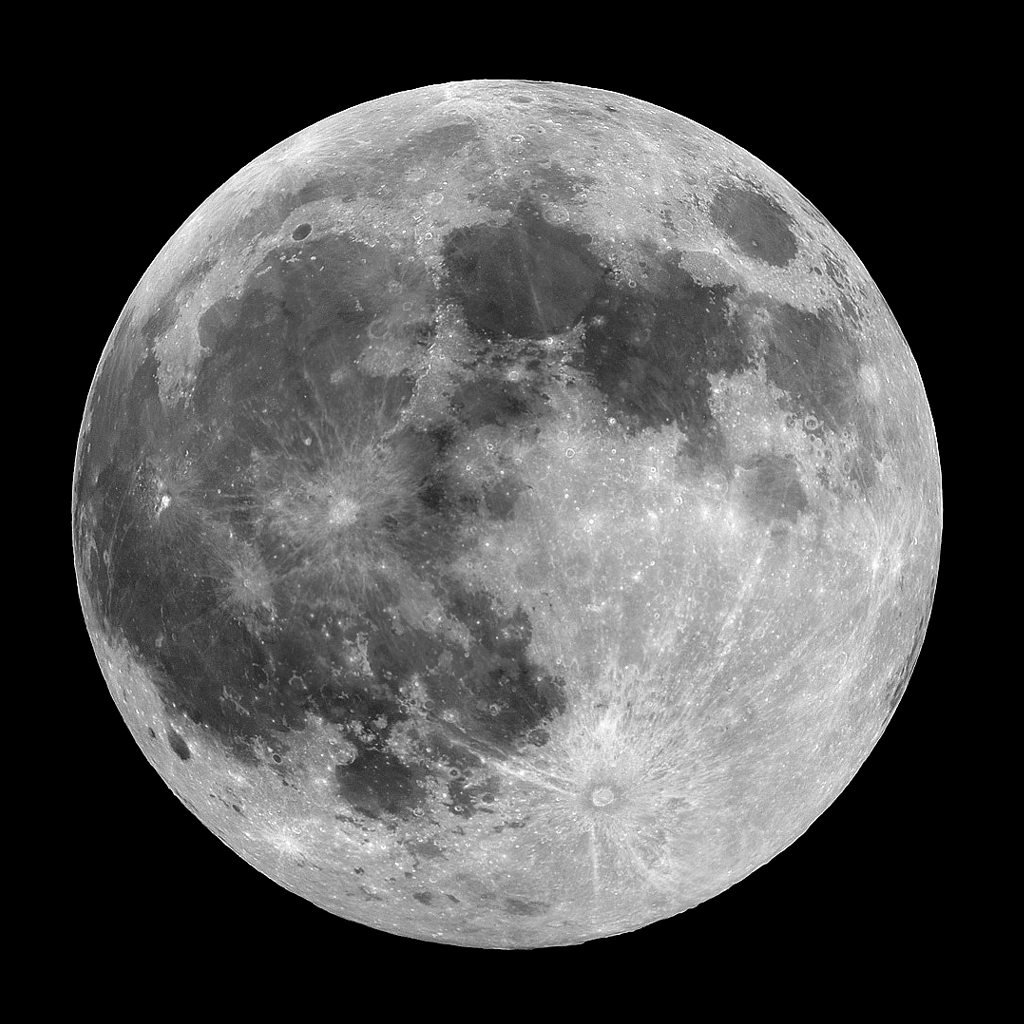
Pełnia Księżyca widziana z Ziemi

Pełnia – faza księżyca, podczas której Księżyc znajduje się w opozycji do Słońca, tzn. kiedy Księżyc znajduje się po przeciwnej stronie Ziemi niż Słońce. Dokładniej, pełnia występuje wtedy, gdy długości ekliptyczne Słońca i Księżyca różnią się o 180 stopni.
Podczas pełni półkula Księżyca skierowana w stronę Ziemi osiąga maksimum oświetlenia, które obejmuje ją prawie w całości, a tarcza Księżyca jest widoczna w przybliżeniu jako koło; jednocześnie przeciwna jego półkula, niewidoczna z Ziemi, jest nieoświetlona. Pomimo że Księżyc w pełni jest 300–500 tys. razy ciemniejszy od Słońca, jego blask utrudnia prowadzenie obserwacji astronomicznych.
Zazwyczaj w jednym miesiącu kalendarzowym występuje jedna pełnia. Istnieją dwa wyjątki od tej reguły: rzadszy – czasami w lutym nie występuje żadna pełnia (ostatnio taka sytuacja miała miejsce w 1999 i 2018 roku) oraz częstszy – w jednym miesiącu mogą wystąpić dwie pełnie. Druga pełnia nosi wtedy nazwę pełni niebieskiego księżyca. Zdarza się to raz na około 2,7 roku.
Jedynie w czasie pełni możliwe jest wystąpienie zaćmienia Księżyca.
Fazą Księżyca przeciwną do pełni jest nów, gdy znajduje się on w koniunkcji ze Słońcem.